# Coxa retrotorta

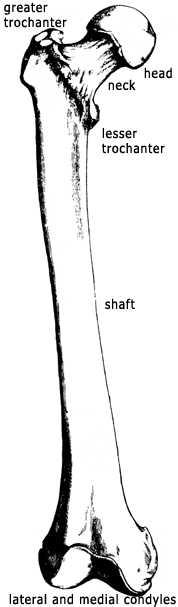
Oberschenkelknochen von vorne
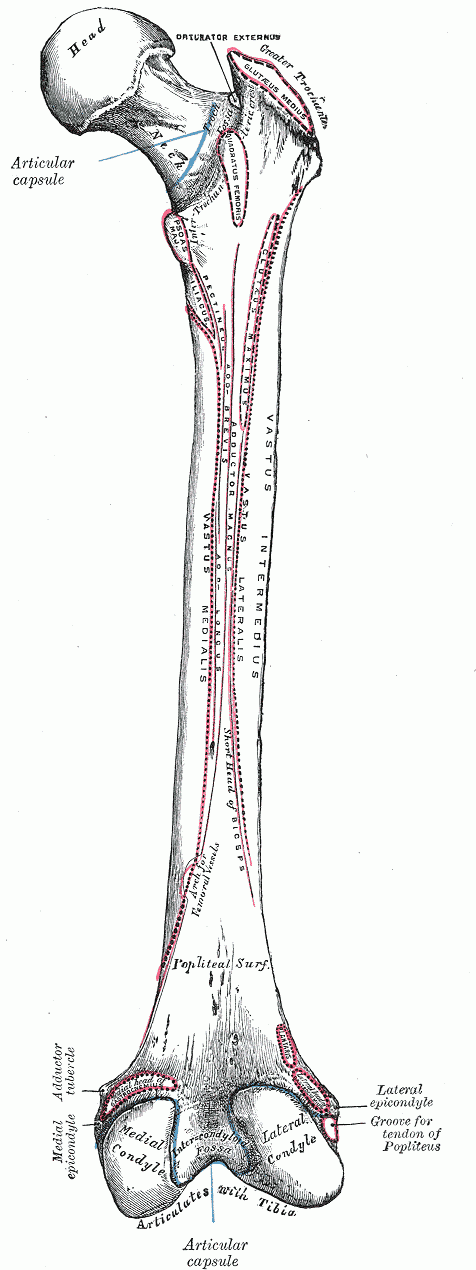
Oberschenkelknochen von hinten

Als Coxa retrotorta wird die Drehung des Schenkelhalses nach hinten bezeichnet, bezogen auf die Kondylenachse, während eine Verdrehung nach vorn eine Coxa antetorta darstellt. Der normale Drehwinkel variiert im Laufe der Entwicklung, und bei Erwachsenen liegt normalerweise eine Antetorsion von 10 bis 20° vor. Daher wird der Drehwinkel meist als Antetorsionswinkel angegeben wird, wobei dann ein negativer Wert eine Retrotorsion bezeichnet.
Schaut man von oben auf den Oberschenkelknochen, dann ergeben sich zwei Linien, die den Antetorsionswinkel bilden: Die Basislinie verläuft durch die beiden am weitesten nach hinten abstehenden Knochenvorsprünge an den Oberschenkelkondylen in Kniehöhe. Die zweite Linie ist die Mittellinie durch den Schenkelhals, der zur Körpermitte hin in der Regel nach vorn ausgerichtet ist. Bei der Coxa retrotorta ist die Schenkelhalsachse parallel zur Basislinie (Antetorsionswinkel 0 Grad), oder sogar nach hinten ausgerichtet.
Eine Coxa retrotorta ist häufig mit einem verminderten Schenkelhalsdiaphysenwinkel (CCD-Winkel), also einer Coxa vara, verbunden.
Die Ursache der Coxa retrotorta ist unbekannt. Sie liegt bei Erwachsenen (und vor dem siebten Embryonalmonat) im normalen Streubereich des Antetorsionswinkels, wodurch sie "idiopathisch" bei einigen Menschen auftritt. Sie gilt allerdings, im Gegensatz zur reinen Coxa antetorta, als Präarthrose, also als Fehlform, die frühzeitig zu einer Hüftgelenks-Arthrose führen kann. Schmerzen und Bewegungseinschränkungen treten meist im jungen Erwachsenenalter auf, oder früher bei stärkerer sportlicher Belastung des Hüftgelenks. Eine Korrektur kann im Falle relevanter Beschwerden operativ durchgeführt werden. Dabei erfolgt eine intertrochantäre Umstellungsosteotomie, wobei eine gleichzeitige Coxa vara mit korrigiert werden kann.
Eine Coxa retrotorta findet sich häufiger bei:
- Epiphyseolysis capitis femoris: zusammen mit einer Coxa vara nach nicht operiertem oder nicht vollständig korrigiertem Hüftkopfgleiten, auch nach inapparent verlaufenden Formen
- Spastischer Lähmung (z. B. Infantile Zerebralparese) mit sog. "Windschlagdeformität"
- Spina bifida bei verstärkter fixierter Außenrotation

## Messung
Die Darstellung der Schenkelhalstorsion erfolgt durch eine Computertomographie mit Schnitten im Bereich des Schenkelhalses und der Femurkondylen. Mit höherer Ungenauigkeit kann der Antetorsionswinkel auch in speziellen Röntgenaufnahmen dargestellt und ausgemessen werden (Aufnahmen nach Rippstein-Dunn, näherungsweise auch auf Aufnahmen nach Lauenstein).
Eine klinische Testung ist ebenfalls möglich. Dabei muss das Bein soweit gedreht werden, dass seitlich der große Rollhügel maximal prominent tastbar ist. In Bauchlage kann dann von der Außenrotation des angewinkelten Unterschenkels direkt auf die Antetorsion geschlossen werden, ebenso wie in Rückenlage aus der Innenrotation des Fußes bei ausgestrecktem Bein.